# Dagen H

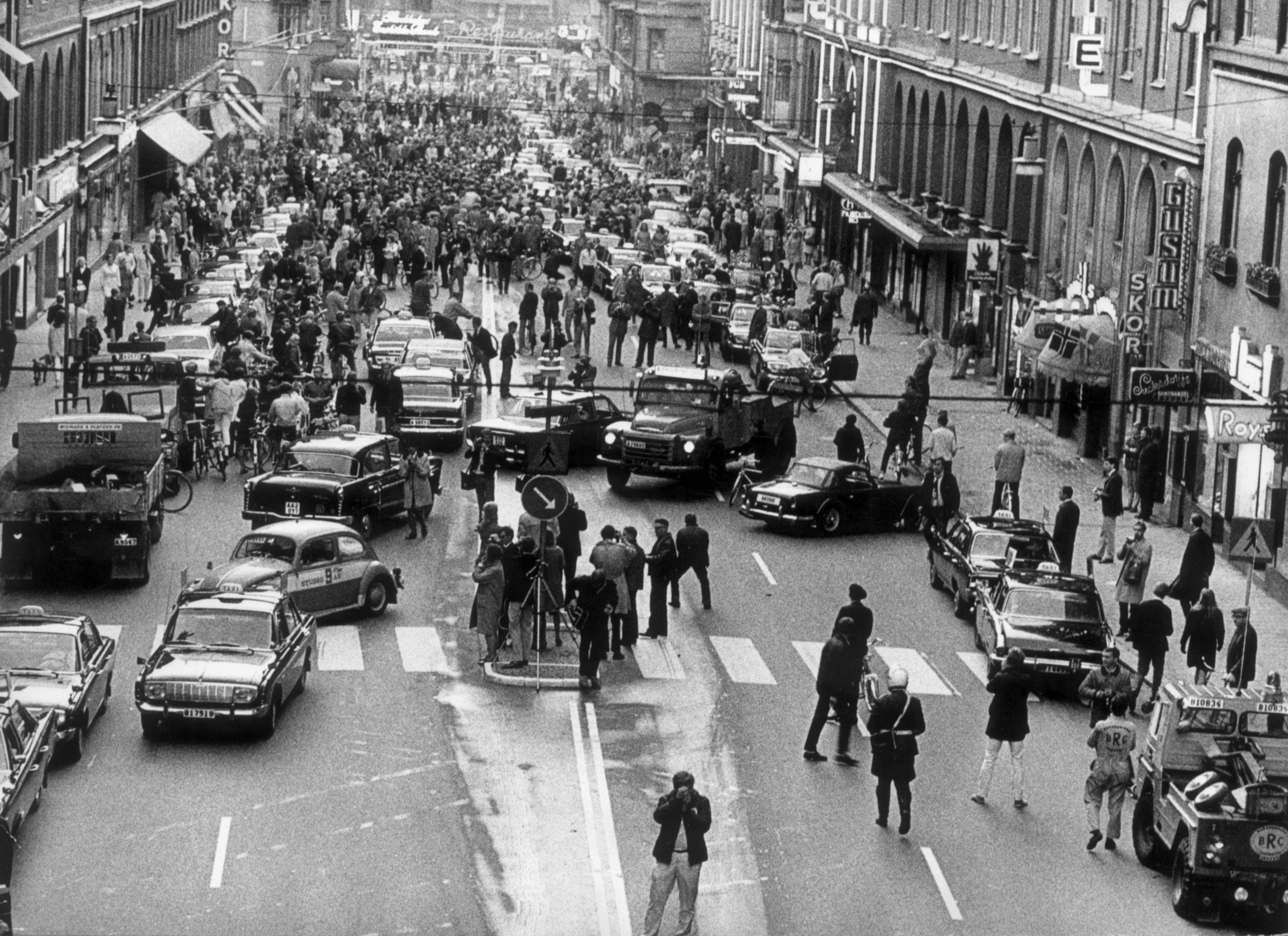
Stockholm op 3 september 1967.

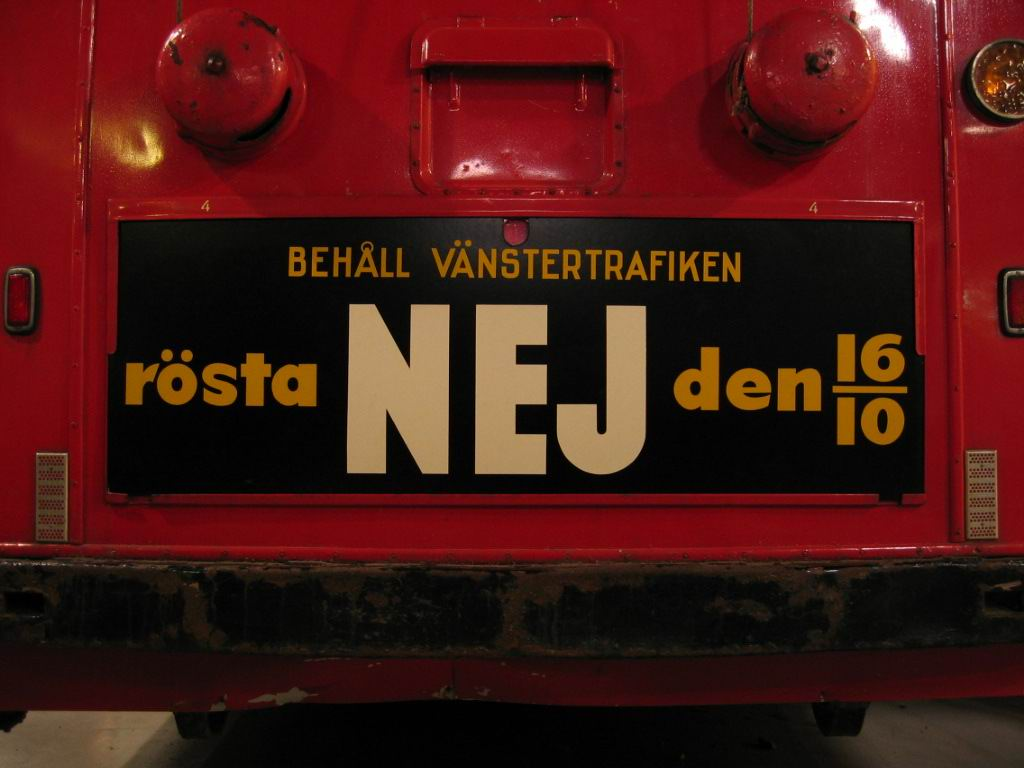
Behoud links verkeer
stem NEE op 16/10.

Het logo van Dagen H.

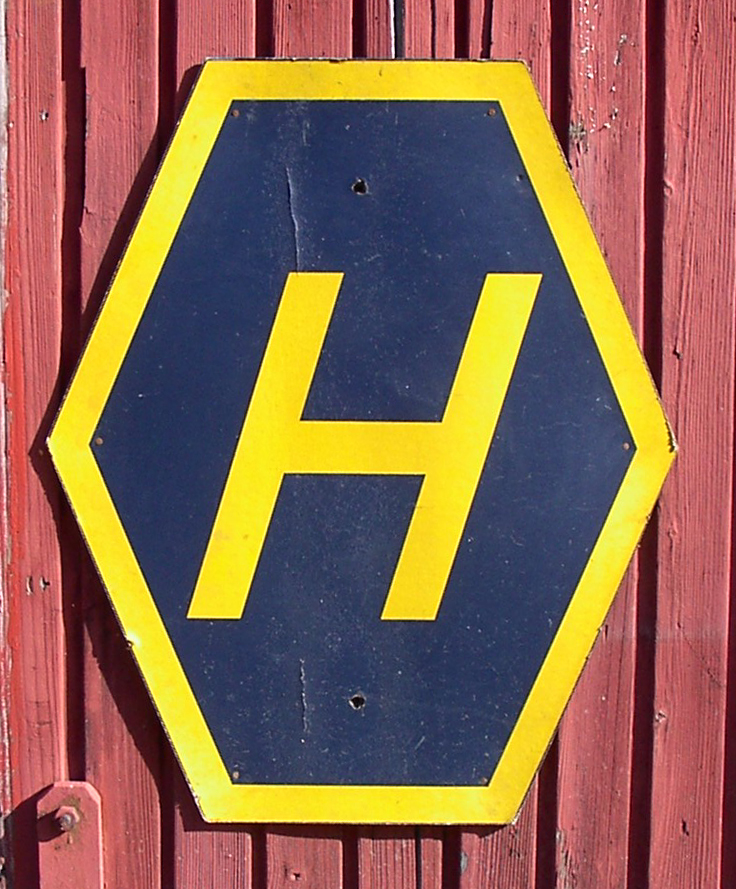
"H-bord", om erop te wijzen dat er rechts (Höger) gereden moest worden.

Dagen H (Zweeds voor Dag H) was de dag waarop Zweden wisselde naar rechts rijden. Voor 3 september 1967 reden de Zweden aan de linkerkant van de weg, maar vanaf 05.00 uur die dag (Dagen H) moest er aan de rechterkant gereden worden. De "H" staat voor Högertrafik, wat Zweeds is voor rechts verkeer.

## Voorgeschiedenis
Het eerste besluit om aan de rechterkant van de weg te rijden in Zweden stamt al uit 1718. In 1734 werd echter Vänstertrafik (Zweeds voor links verkeer) ingevoerd. Toen de auto opkwam bleef men aan de linkerkant van de weg rijden. Desondanks werd er vooral in auto's gereden met het stuur aan de linkerkant. Een verklaring hiervoor was dat het op de veelal smalle wegen belangrijk was de zijkant van de weg in de gaten te houden, om niet van de weg af te raken. Dit zorgde echter wel voor veel aanrijdingen op de veel voorkomende tweebaanswegen, doordat het zicht op de andere weghelft minder goed was.
Toen in de 20e eeuw het verkeer internationaliseerde ontstond er verwarring bij de grensovergangen met de buurlanden van Zweden. In Noorwegen en Finland werd namelijk aan de rechterkant van de weg gereden. Omdat de problemen steeds groter werden werd er besloten een referendum te houden over het onderwerp. In deze volksraadpleging op 16 oktober 1955 stemde 82,9% van de Zweden tegen het rijden aan de rechterkant van de weg, terwijl 15,5% van de kiezers vond dat er wel wat moest veranderen.
Ondanks het afwijzen van rechts verkeer door het Zweedse volk besloot de Riksdag, het Zweedse parlement, op 10 mei 1963 tot het invoeren van het rechts rijden. Er werd besloten om Dagen H plaats te laten vinden op zondag 3 september 1967. Behalve het versimpelen van de grensovergangen gaven experts ook als reden dat het rijden veiliger zou worden. Auto's met het stuur aan de linkerkant hebben namelijk een beter zicht op de weg als er aan de rechterkant gereden wordt. In 1963 werd de Statens Högertrafikkommission (HTK, Staatscommissie voor Rechts verkeer) opgericht om de hele omzetting in goede banen te leiden.

## Dagen H
Toen Dagen H dichterbij kwam werden bij elk kruispunt extra verkeerslichten geplaatst, verpakt in zwart plastic. Op Dagen H moest al het zwarte plastic verwijderd worden. Ook werd er nieuwe witte wegmarkering aangebracht, in plaats van de gele markering die tot die datum in Zweden gebruikt werd. Op de dag zelf werd het voor al het verkeer dat niet noodzakelijk was verboden om op de weg te komen tussen 1:00 uur 's nachts en 6:00 uur 's ochtends. De voertuigen die wel op de weg waren moesten speciale regels volgen. Om kwart voor vijf in de ochtend moest al het verkeer in Zweden stilstaan en na vijf minuten te hebben gewacht voorzichtig naar de rechterkant van de weg verplaatsen. Daar moesten ze weer stilstaan, totdat om 5:00 uur de weg weer vrijgegeven werd.
In de grotere steden was het natuurlijk onmogelijk om binnen zo'n korte tijd alle benodigde veranderingen door te voeren. In Stockholm en Malmö duurde het verbod op verkeer van zaterdag 10:00 uur 's ochtends tot zondag 15:00 uur. Enkele andere steden hadden een verkeersverbod van zaterdag 15:00 uur tot de volgende dag op hetzelfde tijdstip. Vooral wegen waar eenrichtingsverkeer was leverden problemen op, omdat bijvoorbeeld bushaltes verplaatst moesten worden naar de andere kant van de weg. In Göteborg werden alle bussen (met de deuren aan de verkeerde kant) geëxporteerd naar Pakistan en Kenia.
In een poging om zo veel mogelijk mensen thuis te laten blijven werd er tijdens dit weekend een grote televisieshow uitgezonden, waarin veel bekende en minder bekende artiesten optraden. De show boekte een record aan kijkcijfers en voor een aantal artiesten betekende dit een doorbraak, onder anderen voor de latere ABBA-zangeres Anni-Frid Lyngstad.

## Gevolgen
Alle Zweedse voertuigen moesten hun koplampen voor links verkeer laten vervangen door lichten voor rechts verkeer. De koplampen waren een van de redenen voor de Riksdag om Dagen H niet langer uit te stellen. De meeste voertuigen in Zweden hadden op dat moment goedkope ronde standaardkoplampen. In West-Europa was echter een trend aan de gang om over te stappen op duurdere koplampen die per merk verschillen. Wanneer deze trend zou overwaaien naar Zweden zouden de kosten voor Dagen H veel groter worden en daarom kon er beter nu gewisseld gaan worden, nu het nog niet zo duur was.
Op de maandag na Dagen H werden er 125 verkeersongelukken gemeld in Zweden, terwijl in de voorafgaande maandagen dit aantal steeds tussen de 130 en 198 lag. De eerstvolgende tijd bleef deze vermindering van verkeersongelukken aanhouden. Dit lag echter vooral aan het voorzichtige rijden van de Zweden, die langzamerhand moesten wennen aan de nieuwe verkeersregels. Binnen twee jaar lag het aantal verkeersongelukken weer op het niveau van voor Dagen H.

### Gevolgen voor het tram- en busverkeer

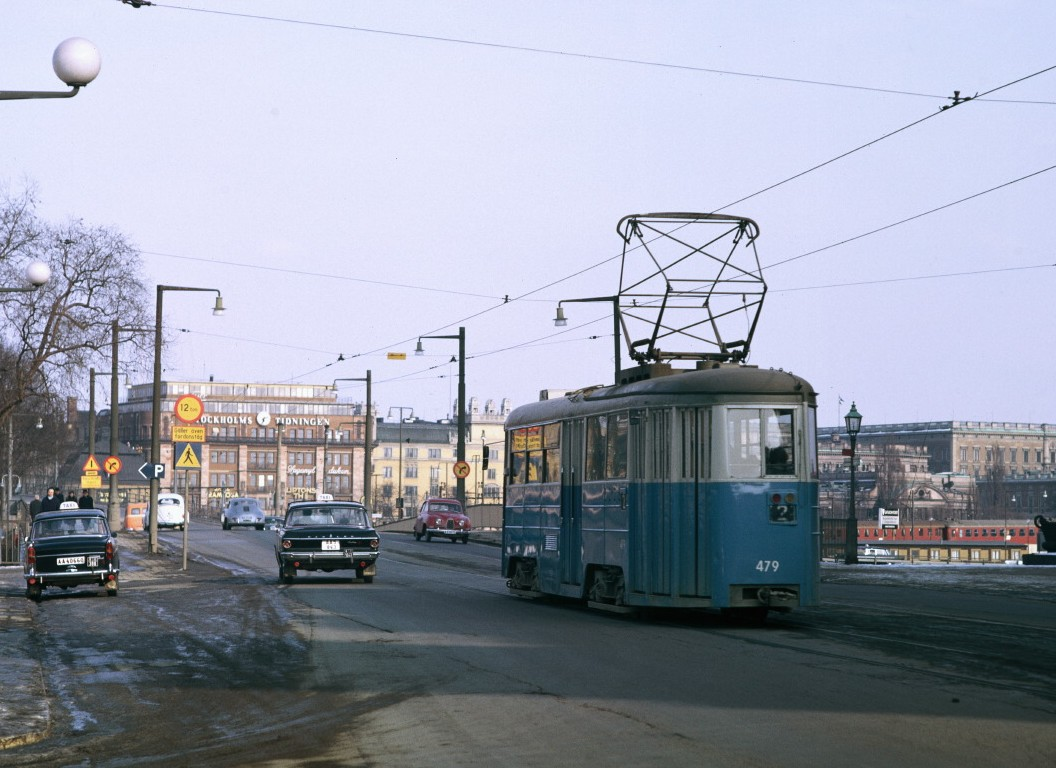
Linksrijdende tram in Stockholm in 1963.

Omdat vanaf 3 september 1967 ook de trams en bussen in Zweden rechts moesten gaan rijden betekende dit dat de deuren, die hier aan de linkerkant van de wagens zaten, naar de rechterkant moesten verhuizen. Voor veel oudere trams en bussen was deze investering te hoog. Sommige trams werden nog wel verbouwd, de meeste oudere trams en bussen werden vervangen. Van vijf bestaande trambedrijven bleven er twee in ongewijzigde vorm bestaan.
In Helsingborg en in Stockholm werd het stadstrambedrijf (grotendeels) opgeheven. In Stockholm bleven alleen buitenlijnen met tweerichtingmaterieel in bedrijf (Nockebybanan en Lidingöbanan). Op de Nockebybanan is nog steeds één rail-kruising van links naar rechts in gebruik. In Malmö bleef een van de twee tramlijnen in bedrijf. Hiervoor werden de nieuwste trams nog verbouwd. Deze lijn werd echter in 1973 alsnog opgeheven. In Göteborg en Norrköping werd het tramnet en trammaterieel geheel aangepast aan de nieuwe situatie met rechtsverkeer.